# Kertész Éva
Kertész Éva (Budapest, 1956. március 11., asszonyneve: Pelles Éva), magyar modell, fotómodell, manöken.

## Élete
Kertész  Éva a 70-es évek manökenje.
1972-ben egy ismerőse elvitte fotóját az MTI fotóstúdiójába, ahol a fotósoknak az megtetszett. Fotózásokra hívták, elkezdett modellkedni. 
Statiszta szereplést is vállalt. Láthatták az Ország-világ, a Nők Lapja, de az Ez a Divat, címlapján is, fotói egyéb kiadványokban is rendszeresen jelentek meg.
Folyamatosan kapta a felkéréseket, és 1974-től a Magyar Divat Intézet modellje lett.
1974-ben az Állami Artistaképző Intézetben levizsgázott, fotómodell és manöken oklevelet szerzett.
Divatbemutató keretében járt a Keleti blokk országaiban, de volt például Mongóliaban, Kuvaitban, Kazahsztánban is. Külföldi turnékon például az Okisz Labor, a Kézműipari Vállalat ruháival képviselte Magyarországot. Mutatott be ruhát például a Budapest és a Rotschild Szalonnak (Rotschild Klára), ami később a Clara Szalon nevet kapta.

## Fotósai voltak
Horling Róbert, Bara István, Tóth József, Lengyel Miklós (fotóművész), Fenyő János, Módos Gábor (fotóművész), Vitályos József fotóművészek.
1996-tól 2020. elejéig sportklubokban dolgozott fitneszasszisztensként. 2020 áprilisában fejezte be a munkát.
Férje Pelles Péter Pál zenész-zeneszerző, házasságukból 2 gyermek született, Petra és Réka.